# 사이클린 의존성 인산화효소

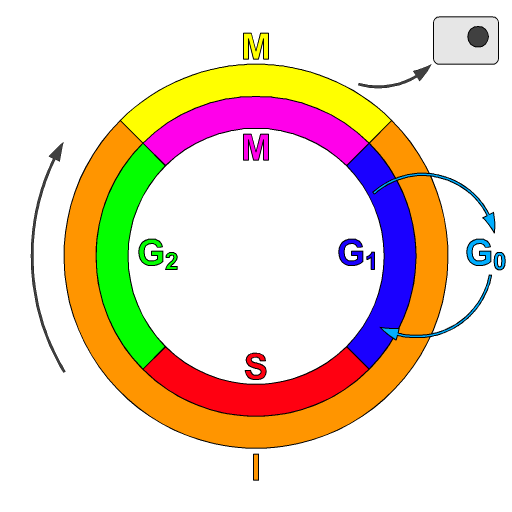
세포주기 모식도.I: 간기、M: 분열기 (M기)、G_{1}: G1기、S: S기、G_{2}: G2기 기간의 비율은 정확하지 않다.

사이클린 의존성 인산화효소(영어: cyclin-dependent kinase, CDK)는 단백질 인산화효소 패밀리 중 하나로, 세포주기를 조절하는 역할이 최초로 발견되었다. 그 밖에도 전사 조절, mRNA의 가공, 신경세포의 분화에도 영향을 끼친다. CDK는 이미 알고있는 모든 진핵생물에 존재하고, 세포주기 조절은 진화적으로 보존된 기능이다. 사실, 효모의 CDK 유전자는 사람의 상동인 유전자에 치환시켜도 효모세포는 정상적으로 증식한다. CDK는 34~40 kDa의 비교적 작은 단백질로 대부분 인산화효소 도메인으로만 구성된다. CDk는 사이클린이라 불리는 조절 단백질에 결합한다. 사이클린이 없다면 CDK는 보통 인산화효소 활성을 지속하고 사이클린-CDK 복합체를 형성하는 것으로 활성형 인산화효소가 된다. CDK는 기질 세린 또는 트레오닌 잔기를 인산화시키기 때문에 세린/트레오닌 인산화효소로 분류한다. CDK 기질 인산화 부위의 공통 배열은 [S/T*]PX[K/R]로 S/T*는 인산화된 세린 또는 트로에오닌, P는 프롤린, X는 임의의 아미노산, K는 리친, R은 아르기닌을 나타낸다.

## 활성의 조절
CDK 수준은 세포주기를 통틀어 비교적 일정하며 대부분의 조절은 번역 후의 단계에서 이루어진다. CDK의 구조와 기능에 관한 정보의 대부분은 분열효모균 S. pombe (Cdc2), 출아효모균 S. cerevisiae (CDC28), 척추동물 (CDC2 또는 CDK2)에 근거를 두고 있다. CDK 조절 4개의 주요한 기구는 사이클린 결합, CDK 활성화 인산화효소 (CAK)에 의한 인산화, 그 밖의 인산화효소에 의한 저해적인 인산화, 사이클린 의존성 인산화효소 저해 인자 (CKI)의 결합이다.

### 사이클린 결합
모든 인산화효소의 활성 부위 또는 ATP 결합 부위는 작은 N 말단 과 큰 C 말단 사이 홈에 위치한다. 사람의 사이클린 의존성 인산화효소 2 (CDK2) 구조에서는 CDK의 ATP 결합부위가 사이클린의 결합에 의해 조절되듯이 변화하는 것이 분명하다. 사이클린이 결합하지 않은 경우, 활성화 루프 또는 T 루프라 불리는 유연한 루프 영역이 홈을 막거나 몇 개의 중요 잔기 위치도 ATP 결합에 부적합하다. 사이클린이 결합하고, 2 개의 α 헬릭스가 위치를 바꿔 ATP 결합에 알맞은 위치가 된다. 그 중 하나, L12 헬릭스 일차 구조 상 T 루프의 진전에 위치하는 β 스트랜드 같은 것으로 T루프 위치 변화를 돕고, 활성부위가 가려지지 않도록 한다. 또 하나의 헬릭스는 PSTAIRE　헬릭스라고 불리는 위치를 바꾸는 것이 활성 부위의 주요 잔기 위치변화를 돕는다.
사이클린들이 어떠한 CDk에 결합하는지에 대해 꽤 특이성이 존재한다. 사이클린/CDK 복합체의 기질특이성은 사이클린의 측부에 의해 주로 결정된다. 사이클린은 기질에 직접결합 하거나, 기질이 존재하는 특정한 영역에 CDK를 국재화한다. S기 사이클린 (사이클린 A, 사이클린 E)의 기질 특이성은 MRAIL 배열을 중심으로 하는 소수성 패치로 인한 것으로 소수적인 RXL (또는 Cy) 모티프를 포함한 기질 단백질의 친화성이 획득된다. 사이클린 B1과 사이클린 B2는 CDK 결합영역의 외측에 있는
국재화 배열을 개재시켜 각각 핵과 골지체에 [[사이클린의존성 인산화효소|CDK1]을 국재시킨다.

### 인산화
CDK는 충분한 인산화효소 활성을 발휘하기 위해 활성부위에 근접한 트레오닌 잔기의 인산화가 필요하다. CDK 활성화 인산화효소 (CAK)가 이 부위의 인산화를 행하는 것은 여러 가지 모델 생물로 드러난다. 한편 이 인산화가 일어나는 조절은 여러 가지로, 포유류 세포에선 사이클린의 결합 후 발생하고 효모세포에선 사이클린의 결합 전에 발생한다. CAK의 활성은 이미 알고있는 세포주기경로에서 조절되지 않기 때문에 사이클린 결합이 CDK 활성화의 율속 단계이다.
CDK를 활성화하는 인산화와는 달리 CDK를 저해하는 인산화는 세포주기 조절에서 중요하다. 여러 가지의 인산화효소나 단백질 인산 가수 분해 효소가 CDK의 인산화 상태를 조절한다. 티로신 잔기에 인산화를 부가하는 인산화효소 중 하나가 Wee1이며, 모든 진핵생물에 존재한다. 출아효모균은 두 번째의 인산화효소 Mik1을 가지고, 티로신 잔기를 인산화하는 것이 가능하다. 척추동물에선 Myt1이라 불리는 별도의 두 번째의 인산화효소를 가지며, 이것은 Wee1과 관련 있는 트레오닌과 티로신 잔기의 양쪽을 인산화 시키는 것이 가능하다. Cdc25 패밀리의 인산 가수 분해 효소는 트레오닌과 티로신 잔기를 탈인산화시킨다.

### CDK 저해 인자
사이클린 의존성 인산화효소 저해 인자 (CKI)는 사이클린/CDK 복합체와 상호작용해 그 인산화효소 활성을 막는 단백질이다. 통상은 G1기에, 또는 환경이나 DNA 손상에 의한 신호에 응답하는 상호작용이 일어난다. 동물세포에선 CKI의 INK4와 CIP/KIP라 불리는 크게 두 가지의 패밀리가 존재하다. INK4 패밀리의 단백질은 저해만을 행하고 CDK 단량체에 결합한다. 사이클린 의존성 인산화효소 6 (CDK6)은 INK4 패밀리 단백질 복합체의 결정구조로부터 INK4의 결합에 의해 CDK가 꼬이고, 사이클린 결합과 인산화효소 활성이 방해 받는 것으로 보여진다. CIP/KIP 패밀리 단백질은 사이클린과 CDK 양쪽과 결합해 저해도 하고, 활성화도 한다. CIP/KIP 패밀리 단백질은 사이클린 D와 사이클린 의존성 인산화효소 4 (CDK4) 또는 CDK6, 이 결합체의 형성을 촉진하는 것으로 활성화를 행한다.

### Suk1 또는 Cks
CDK는 Suk1 또는 Cks라 불리는 9~13 kDA의 작은 단백질과 결합한다. 이와 같은 단백질은 CDK의 기능에 필수지만, 이 것의 정확한 역할은 불명이다. Cks1은 CDK의 C말단 로프에 결합해 인산화 잔기를 인식한다. 복수의 인산화 부위를 가지는 기질과 사이클린/CDK 복합체의 친화성 향상을 보조할 가능성이있다.

### 비 사이클린형 활성화 인자

#### 바이러스성 사이클린
바이러스에선 사이클린과 상동인 배열을 가진 단백질을 암호화하는 것이 있다. 자주 연구되는 예로 카포시 육종 헤르페스 바이러스의 K-사이클린 (또는 v-사이클린)이 있고, CDK6을 활성화한다.
바이러스성 사이클린/CDK 복합체는 통상의 복합체와 다른 기질특이성과 조절 감수성을 가진다.

#### CDK5 활성화 인자
단백질 CDK5R1과 CDK5R2는 사이클린 의존성 인산화효소 5 (CDK5)를 활성화시킨다. 이와 같은 단백질은 사이클린과의 배열 상동성을 보이진 않지만, p35는 사이클린과 같은 단백질 접힘을 행하는 것이 결정 구조로부터 보여진다. 하지만, CDK5의 활성화와 활성화 고리의 인산화를 필요로 하진 않는다.

#### RINGO/Speedy
사이클린 패밀리와 굉장한 상동성이 보이는 단백질도 CDK의 직접적인 활성화를 행한다. 이와 같은 활성화 인자 패밀리 중 하나가 RINGO/Speedy 패밀리로 원래는 Xenopus로 발견되었다. 여태까지 발견되 5 종류의 구성 요소 전부가 CDK1과 CDK2를 직접활성화 시키고, RINGO/Speedy와 CDK2의 복합체는 사이클린 A/CDK2 복합체와 다른 기질을 인식한다.

## 역사
릴런드 하트웰, 팀 헌트, 폴 너스는 세포주기조절의 핵심으로 사이클린과 CDK 기구를 기재한 업적으로 2001년에 노벨 생리의학상을 수상했다.

## 의료에 있어서의 중요성
CDK는 항암제의 표적이 된다고 생각된다. CDK 작용에 간섭하는 암세포의 세포주기조절을 선택적으로 저해하는 것이 가능해 그 세포를 사멸시킨다. 현시점에선 seliciclib 같은 CDK 저해제의 임상시험이 행해지고 있다. Seliciclib은 원랜 항암제 후보로 개발되었지만 염증을 매개하는 호중구의 세포자살을 유도하는 것도 보여진다. 이 것은 관절염이나 낭포성 섬유증 같은 만성 염증 질환에 대해 신규 치료제 개발로 이어질 가능성이 있다는 것을 의미한다.
Flavopiridol 또는 Alvocidib는 1992년에 항암제 선발에 의해 동정된 후, 임상시험이 행해진 최초의 CDK 저해제이고 CDK의 ATP 결합 부위에서 경쟁한다. Palbociclib와 abemaciclib는 호르몬 수용체 (에스트로겐 수용체/프로게스테론 수용체)를 발현 하고 있어 전이성 유방암 치료에 호르몬 요법을 병용하는 것이 FDA에 의해 승인되었다.
많은 CDK는 세포주기 뿐만 아니라, 전사, 신경 생리, 글루코스의 항상성 같은 다양한 과정에 관여하기 때문에 CDK를 표적으로 하는 약제 개발은 복잡해졌다.

## 같이 보기
- 세포 주기
- 단백질 인산화효소
- 효소 촉매작용
- 효소 저해제

## 참고 문헌
- Loyer P, Trembley JH, Katona R, Kidd VJ, Lahti JM (September 2005). “Role of CDK/cyclin complexes in transcription and RNA splicing”. 《Cellular Signalling》 17 (9): 1033–51. doi:10.1016/j.cellsig.2005.02.005. PMID 15935619.